# Odruch Landaua
Odruch Landau – odruch zaliczany do odruchów prymitywnych, występuje u niemowląt i małych dzieci. Pojawia się około 5. miesiąca życia i utrzymuje się do 3. roku życia. Brak tego odruchu lub nieprawidłowa reakcja w trakcie jego wykonywania świadczą o uszkodzeniu ośrodkowego układu nerwowego.

## Technika wykonania
Dziecko jest trzymane w powietrzu poziomo, zwrócone twarzą do podłoża. Podtrzymywane w tej pozycji powinno unieść głowę do góry, po czym wygiąć tułów łukowato i wyprostować kończyny dolne w stawach biodrowych.